# Ла Тюил
Ла Тюѝл (на италиански и на френски: La Thuile, на местен диалект: La Tchoueuille, Ла Чоуеуий, от 1939 до 1946 г. Porta Littoria, Порта Литория) е село и община в Северна Италия, автономен регион Вале д'Аоста. Разположено е на 1450 m надморска височина. Населението на общината е 786 души (към 2010 г.).